# Semiothisa eremias
Semiothisa eremias är en fjärilsart som beskrevs av Louis Beethoven Prout 1935. Semiothisa eremias ingår i släktet Semiothisa och familjen mätare. Inga underarter finns listade i Catalogue of Life.